# Süderoogsand
Süderoogsand (nordfriesisch Saruug Söön) ist der größte und südlichste der drei Nordfriesischen Außensände (Hochsände) im Nationalpark Schleswig-Holsteinisches Wattenmeer, die den Halligen im Westen vorgelagert sind. Vor dem Entstehen des Nationalparks wurde der Außensand auf Initiative des Naturschutzvereins Schutzstation Wattenmeer 1968 zunächst Teil des kleinen Naturschutzgebiets Nordfriesische Außensände und 1974 Teil des größeren Naturschutzgebiets Nordfriesisches Wattenmeer. Seit 1975 finden regelmäßige Vogelzählungen und Kontrollgänge auf dem Süderoogsand statt.
Der Süderoogsand liegt südwestlich von Süderoog und Pellworm und nordwestlich von Westerhever in Eiderstedt. Er wird im Norden durch das Rummelloch vom Norderoogsand getrennt und im Süden vom Heverstrom begrenzt und ist in nord-südlicher Richtung 7 km lang bei einer maximalen Breite von 4 km. Die Fläche beträgt rund 15 km². Der Außensand hat im Westen unter günstigen Bedingungen zeitweise kleine Dünen, fällt im Osten flach ab und geht ohne sichtbare Grenze in das Sandwatt über. Süderoogsand „wandert“ bis zu 40 m im Jahr nach Osten.

## Bake

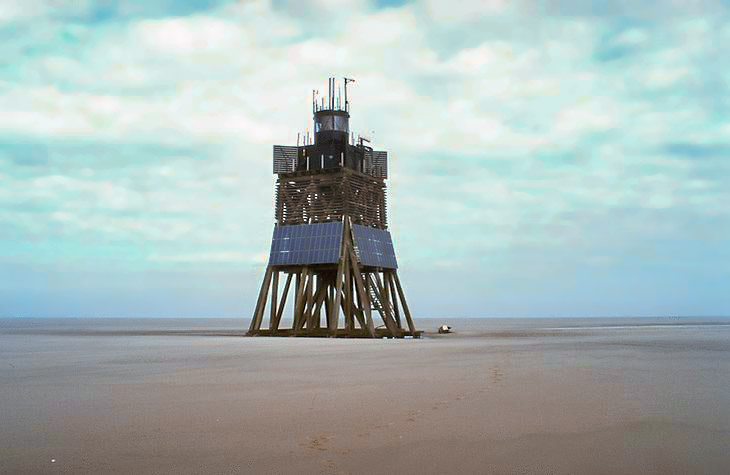
Süderoogsand mit inzwischen ersetzter Leuchtbake von 1985

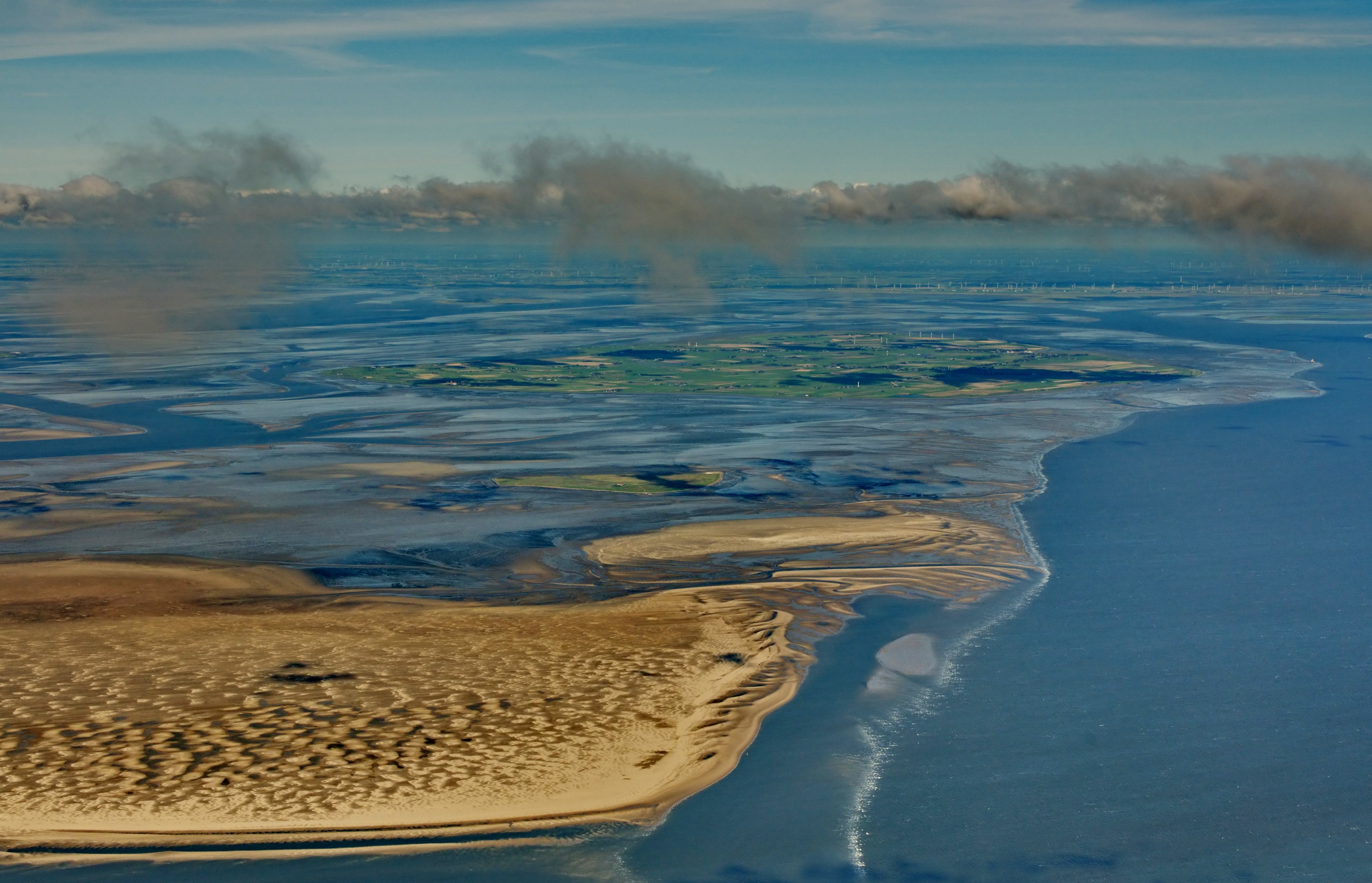
Süderoogsand (Vordergrund)

1867 wurde von der preußischen Verwaltung eine 24 m hohe Bake aus geteerten Holzbalken mit kugelförmigem Toppzeichen errichtet. Diese Konstruktion erhielt einen Schutzraum für Schiffbrüchige. Die Bake wurde 1870 schon wieder abgerissen, wohl um im Deutsch-Französischen Krieg möglichen gegnerischen Flotten die Navigation zu erschweren. 1871 wurde die Bake neu errichtet, jedoch 1890/91 durch eine stürmische Eisflut mit bis zu 10 Meter hohen Schollenbergen zerstört. Danach wurde die Bake 20 m weiter südlich erneut aufgebaut. Durch Verlagerung des Außensandes war es mehrmals nötig, die Bake zu versetzen. 1940 erhielt die Bake anstelle des Toppzeichens eine Gaslaterne und wurde dadurch zum Leuchtturm.
Wegen Baufälligkeit wurde die Bake 1985 – zwischendurch von der Schutzstation Wattenmeer betreut – durch einen Neubau ersetzt. Die hölzerne Leucht- und Rettungsbake stand auf dem Süderende des Sandes (⊙) und war mit einer 24 V/100-W-Halogenlampe ausgestattet, die mit Solarzellen betrieben wurden. Rettungs-, Schalt- und Aggregatekabine sowie Laternenhaus bestanden aus Aluminium. In der Bake brüteten seit 1995 Wanderfalken. Es handelte sich um das erste Paar, das sich nach dem Verschwinden dieser Art in Schleswig-Holstein dort wieder ansiedelte.
Allerdings kollidierten die Jungvögel öfters mit den damals vorhandenen Windrotoren, die das neue elektrische Leuchtfeuer mit Strom versorgten: Erst die spätere Umstellung auf Solarpaneele brachte Abhilfe. Ornithologische Studien zur Frage, wie bauliche Strukturen (wie die Bake) die Brutzeit der Falken im Frühjahr beeinflussen, die mit der Zugvorbereitung arktischer Watvögel zeitlich zusammenfällt, werden seit einigen Jahren betrieben. Vergleichende Beobachtungen auf anderen Sandbänken ohne künstliche Bauwerke deuten darauf hin, dass die Falken das hohe Nahrungsangebot weit draußen im Wattenmeer inzwischen auch ohne künstliche Bauwerke nutzen können.
Eine Verlagerung der Sandbank machte 2015 erste Maßnahmen erforderlich, um die Standsicherheit der teilweise freigespülten Konstruktion zu gewährleisten. Im Sommer 2017 wurde die Bake unter Weiterverwendung der technischen Anlagen sowie zusätzlicher Windkraftanlagen und neuer Energietechnik durch eine neue Konstruktion mit einer Höhe von 19 m und einer Feuerhöhe von 18 m über MThw an einem etwa 2 Kilometer entfernten sichereren Standort (⊙) in der Mitte der Sandbank ersetzt. Beim Abriss der alten Bake fing sie Feuer und brannte bis auf die Metallteile vollständig ab. Die erneuerte Anlage ist seit Dezember 2017 in Betrieb. Zuständig für Betrieb und Unterhaltung ist das Wasserstraßen- und Schifffahrtsamt Elbe-Nordsee, Standort Tönning.

## Strandungen und Wracks
In den Jahren von 1798 bis 1922 sind allein auf Süderoogsand mehr als 50 Schiffstrandungen registriert worden. Dabei haben viele Seeleute der Segelschiffe ihr Leben gelassen. Detlev von Liliencron schrieb in der Novelle Die Könige von Norderoog und Süderoog im Jahr 1886: „Ein Kranz von alten Wracks ragt, wie Kamelgerippe in der Wüste von weitem sichtbar, aus den Wassern um Süderoog hervor.“ Daher werden immer wieder derartige Funde gemacht. Zum Jahreswechsel 2012/13 wurden nahe der Bake drei Schiffswracks freigespült. Neben einem unbekannten Holzschiff aus der Zeit um 1700 und einem Stahlschiff handelte es sich um die eiserne, von innen mit Holz beplankte spanische Bark Ulpiano von 348 Tonnen aus Mundaka, die Heiligabend 1870 auf ihrer Jungfernfahrt im Eis gestrandet war. Im Blaubach-Priel östlich des Süderoogsandes wurde im Jahr 2018 ein weiteres Wrack gemeldet, das 2020 durch Erosion so weit freigelegt war, dass es archäologisch untersucht werden konnte. Das niederländische Schiff wurde der Kraweelbauweise zugeordnet und auf die Zeit um 1735 datiert. Der Orkan Zeynep bewegte – im Zusammenspiel mit der Gezeitenströmung – Mitte Februar 2022 zirka 400 Tonnen Sand und legte auf der Sandbank zwei Schiffswracks weitgehend frei, die bereits bekannt waren und nun archäologisch untersucht werden konnten.